# 电解池

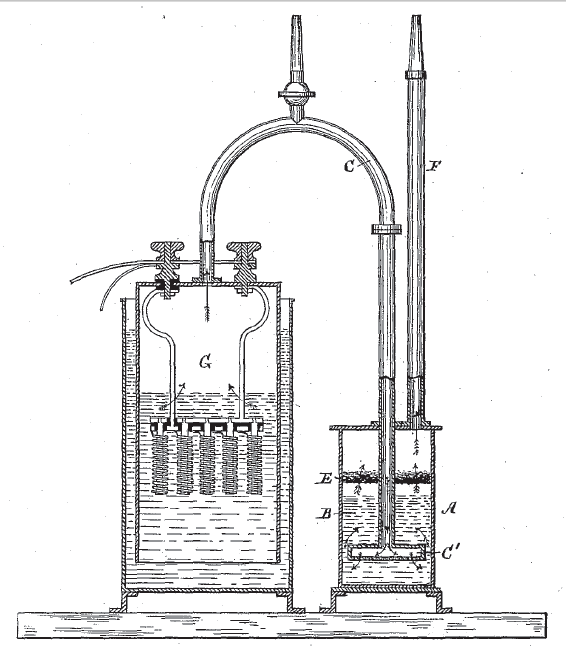
1884年绘制的一个制取氢氧混合气的电解池

电解池（electrolytic cell）又称电解电池，是用于电解的装置，可以将电能转化为化学能，使某些平常情况下无法自发的化学反应得以发生。
电解池一般由电解液和两个电极组成，电解液可以是盐类的水溶液也可以是熔融的盐类。当在电极上加上外加电场时，电解液中的离子会被带相反电荷的电极所吸引，靠近该电极，进而在该电极上发生得电子或失去电子的还原或氧化反应。电解池的重要应用例子包括电解水、电解食盐水、电解熔融的氧化铝制取铝等过程。材料的电镀和金属的精炼也通过电解池进行。

## 电极定义与原理
麥可·法拉第定义与电源负极相连的电极为阴极，阴极带负电荷，吸引带正电的离子在阴极上得到电子，还原后生成金属或气体。相對的，他定义与电源的正极相连的电极为阳极，阳极带正电荷，吸引带负电的离子在阳极上失去电子，形成气体逸出。

## 应用

### 电解水溶液

电解氯化钠水溶液示意图

当有外界电压时，水电离出的带正电的氢正离子会接近带有负电荷的阴极，在阴极上得到电子生成氢气。而水电离出的带负电的氢氧根则会接近带正电的阳极，在阳极上失去电子产生氧气。
若电解氯化钠水溶液，阴极上仍然是水分子得到电子生成氢气；
2H
2O + 2e– → H2 + 2OH–
而在阳极上，氯离子相比氢氧根更容易失去电子，所以发生的反应是氯离子失去电子产生氯气，
2Cl– → Cl
2 + 2e–
同时导致溶液中氢氧根逐渐增多，总反应为氯化钠水溶液电解后产生氢气、氯气和氢氧化钠。

### 电解制取难还原的金属
对于钠、镁、铝等较活泼金属的化合物，其中的金属离子很难得到电子还原成单质，故一般的还原法无法获得金属，可在电解池中通过外加电场促使还原反应发生。
如制取铝的霍尔-埃鲁法，其基本反应是电解熔融的氧化铝制得单质铝：{\textstyle {\ce {2Al2O3 (l) -> 4Al +3O2}}}冰晶石、氧化铝和氟化铝的混合溶液加上直流电压后，带正电的铝离子会聚集在阴极附近，获得电子生成单质铝，而氧离子则在石墨或焦炭制成的阳极附近失去电子，生成氧原子。按照理论计算，生成一千克铝所耗能量为8.7千瓦时，现代工业规模的铝电解池一般需11.5-13.5千瓦时的电能生产1千克铝，所用的电解池通常使用的电流都达数百安培。